# Coccosteus
Coccosteus foi um gênero de peixe placodermo que viveu no período Devoniano.

## Descrição
O Coccosteus podia chegar até 40 cm de comprimento, porém a maioria possuía 20 cm. Isso ajudou a espécimes de Coccosteus a serem mais preservados, pois devido ao seu tamanho, poderia ser enterrado e protegido de carniceiros. Coccosteus foi muitas vezes usado como modelo para reconstruir placodermos arthrodiros maiores, onde geralmente apenas as placas ósseas da cabeça são encontradas preservadas. Muitos dos fósseis de Coccosteus foram confirmados como vindos de ambientes de água doce, embora não esteja completamente fora de questão que Coccosteus também tenha vivido em água salgada.